# Port Angeles (Washington)
Port Angeles je grad u američkoj saveznoj državi Washington. Prema popisu stanovništva iz 2010. u njemu je živjelo 19.038 stanovnika.